# Canyon Bicycles

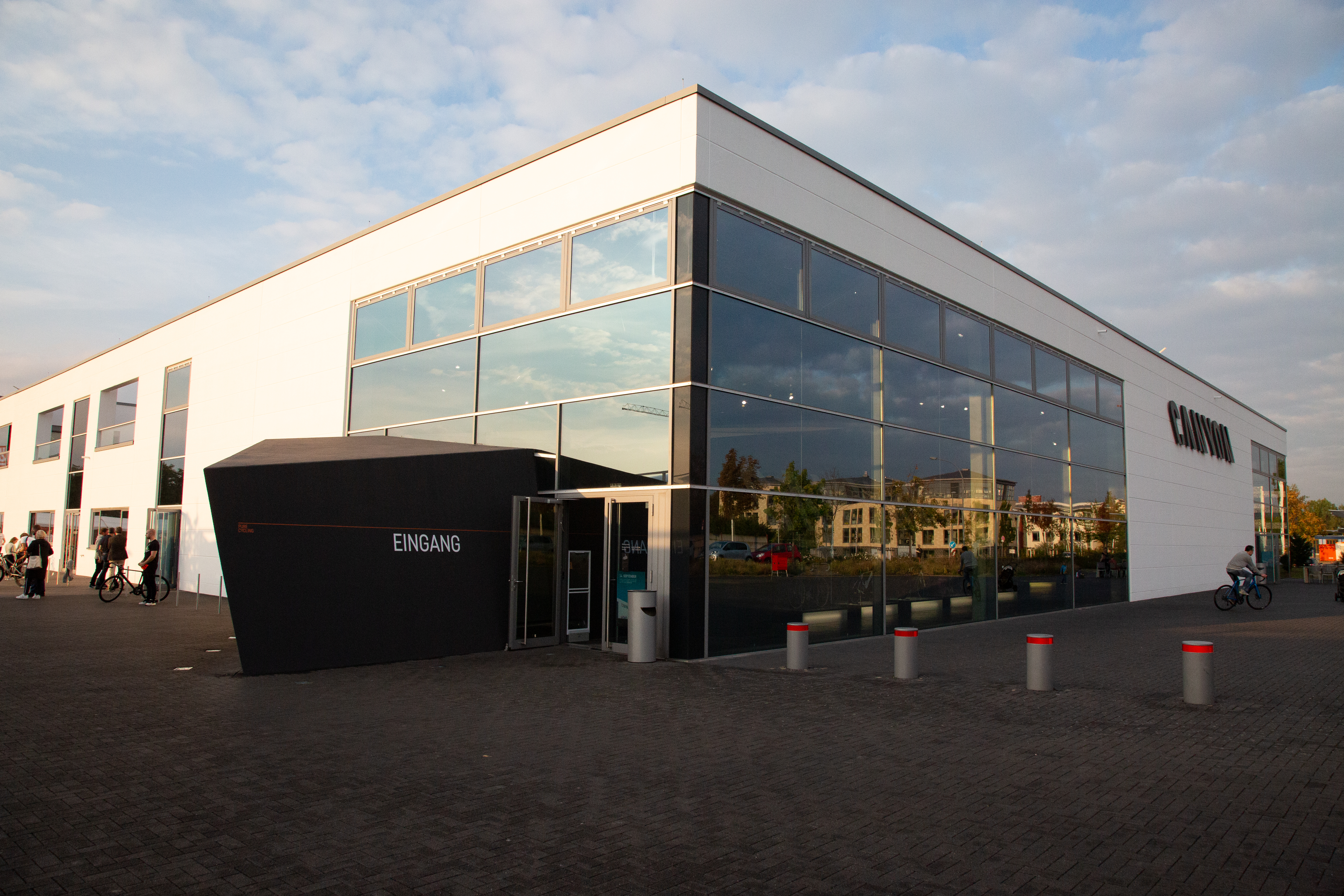
Canyon Bicycles Firmenhauptsitz in Koblenz (2019)

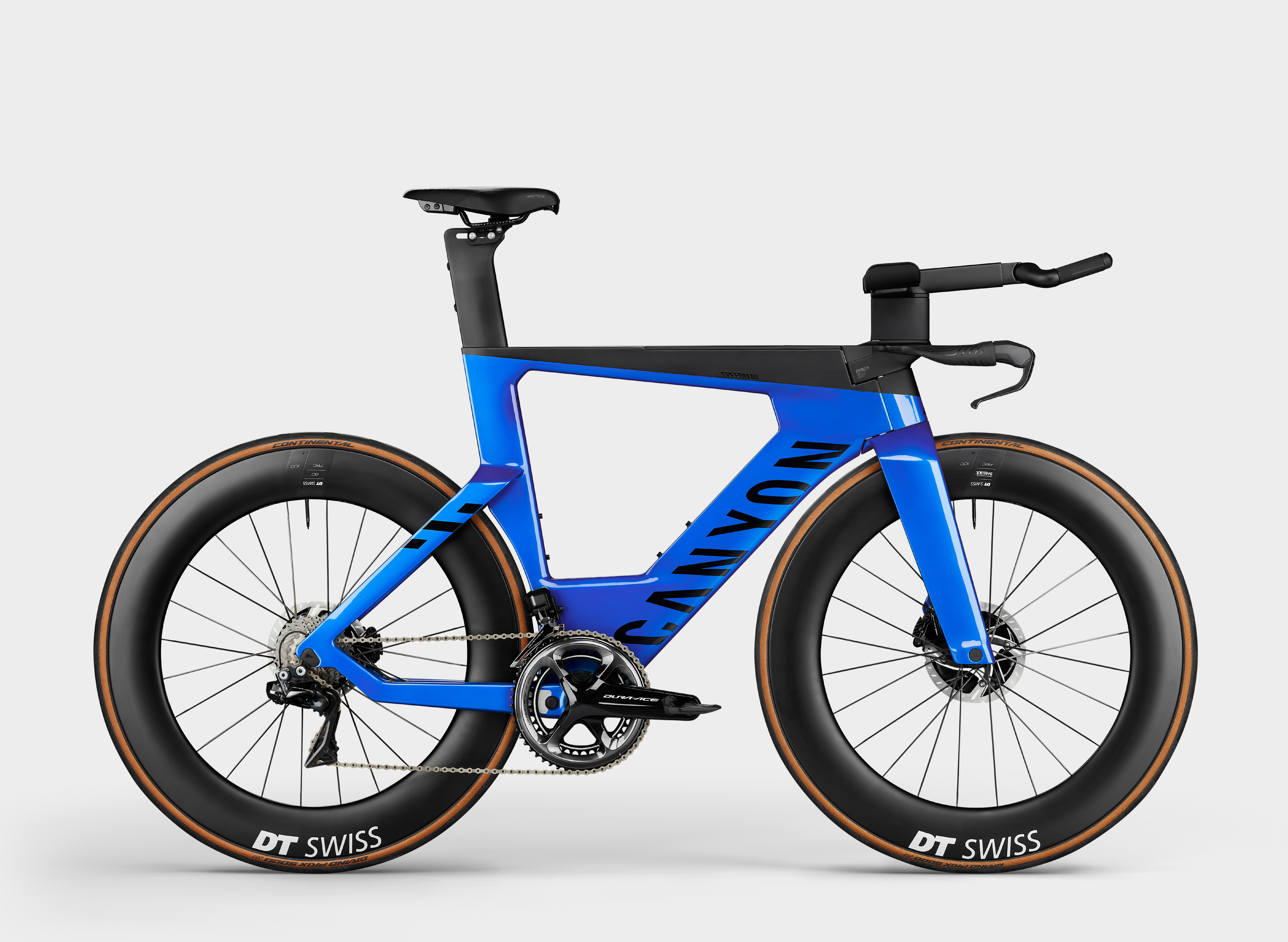
Triathlonrad (2020)

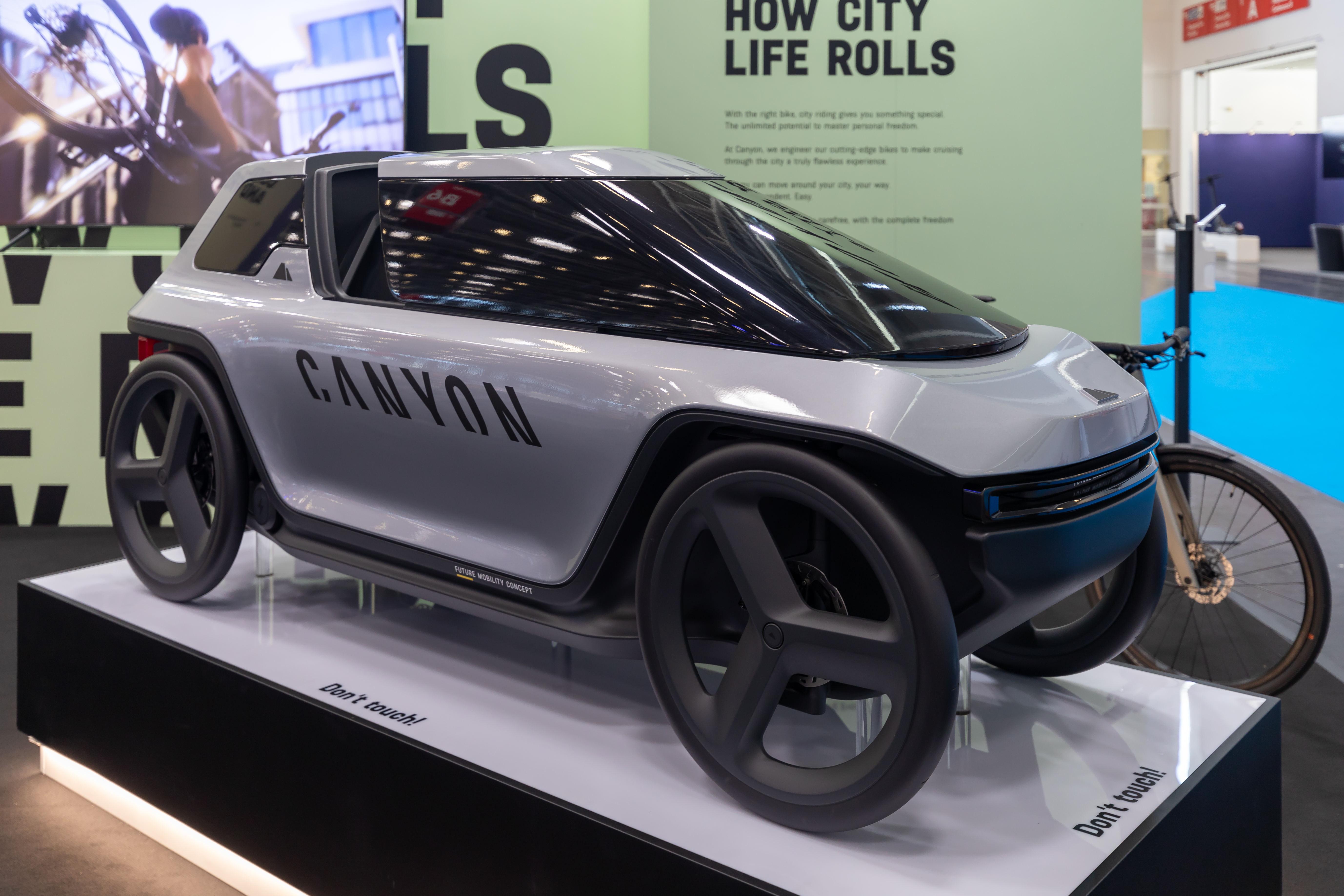
Tretauto-Konzeptfahrzeug (2021)

Canyon Bicycles ist ein deutscher Fahrradhersteller mit Sitz in Koblenz. Die Räder werden ausschließlich im Direktvertrieb angeboten.

## Geschichte

### 1985 bis 2002
Roman Arnold (* 1963) war in seiner Jugend Radsportler. Sein Vater verkaufte während der Rennen Fahrradteile. Nach dem frühen Tod des Vaters übernahm Arnold mit seinem Bruder Franc Arnold (* 1965) das Geschäft, gründete die Rad-Sport-Arnold GmbH und eröffnete 1985 in Koblenz ein Ladengeschäft. Rad-Sport-Arnold besetzte eine Marktlücke: den Direktvertrieb von Rädern und Zubehörteilen per Katalog als Versandhandel.
Mitte 1990 begann die Herstellung eigener Fahrräder. 1996 kam ein Mountainbike unter eigener Marke Canyon ins Programm. Im Jahr 2001 gab das Unternehmen den Handel mit Rädern von Drittanbietern auf.

### Ab 2002
Ende 2002 erfolgte die Umfirmierung in Canyon Bicycles GmbH. 2003 startete der Online-Direktvertrieb. Der Umsatz des Unternehmens entwickelte sich von 18 Mio. Euro im Geschäftsjahr 2006 bei auf 119 Mio. Euro im Geschäftsjahr 2014.
2008 begannen Bauarbeiten für die Firmenzentrale. 2015 wurde in Koblenz eine neue Produktionsstätte errichtet.

### Ab 2016
2016 beteiligte sich Private-Equity-Fonds TSG Consumer Partners als Minderheitseigentümer am Unternehmen. Der Einstieg in den US-Markt erfolgte im Jahr darauf. 2018 wurde das erste eigene E-Bike vorgestellt; die Gesamtzahl der produzierten Fahrräder lag bei 100.000. Seit 2019 existiert das sogenannte Warehouse, von dem aus der Versand der Räder erfolgt.
Ende Dezember 2019 fielen nach einer Ransomware-Attacke weite Teile des EDV-Systems für längere Zeit aus. Im Oktober 2020 gab es erneut einen Angriff auf die IT-Systeme.
Mitte Dezember 2020 gab das Unternehmen bekannt, dass die belgische Beteiligungsgesellschaft Groupe Bruxelles Lambert (GBL) gemeinsam mit Co-Investor Tony Fadell eine Mehrheitsbeteiligung an der Canyon Bicycles GmbH erworben hat. TSG Consumer Partners soll nach vier Jahren wieder aus dem Unternehmen aussteigen. Der Canyon-Gründer Roman Arnold bleibt mit 40 Prozent der Anteile der größte Gesellschafter der GmbH. Canyons Wert wurde auf rund 800 Millionen Euro geschätzt, der Gewinn soll etwa 50 Millionen Euro betragen haben.
Am 20. Juni 2023 gab Canyon bekannt, in Zusammenarbeit mit der IG Metall Koblenz, die Aufnahme von Tarifverhandlungen vorgenommen zu haben. Das Canyon-Management strebt in den Tarifverhandlungen eine maßgeschneiderte Lösung an.

## Celebrity-Marketing
Im August 2022 berichtete die Süddeutsche Zeitung, der Basketball-Star LeBron James und seine Geschäftspartner übernähmen für 30 Millionen Euro vier Prozent der Firmenanteile von Canyon. Investoren würden das Unternehmen mit 750 Millionen Euro bewerten. Dieses Celebrity-Marketing sei in den USA mit Abstand die erfolgreichste Form von Marketing.

## Innovationen und Sicherheit
Zu den von Fach- und Publikumsmedien beachteten Neuerungen zählen:
- Projekt 3.7, die Entwicklung des seinerzeit leichtesten Rennrads der Welt (2004) zusammen mit Christian Smolik[27][28]
- das Aeroad CF mit individuell einstellbaren Ausfallenden der Gabel (2011)[29]
- MRSC Connected, die Entwicklung eines Rades mit eingebautem Notrufsystem, gemeinsam mit der Deutschen Telekom (2014),[30][31]
- das Project Disconnect, das den Antrieb komplett vom Fahrwerk entkoppelt und dadurch Mountainbiken ohne Pedalrückschlag ermöglichen soll, vorgestellt auf der Eurobike (2016)[32]
- Grail (2018), ein Gravelbike mit neu entwickeltem Doppellenker, der besonders für raues Gelände sowie Straßenbelag geeignet sein soll[15][33]
- die Vorstellung des Mikromobil-Konzepts, gedacht als Alternative und Synthese von Fahrrad und Auto, insbesondere im innerstädtischen Bereich (2020)[34][35]

Seit 2012 setzt das Unternehmen Computertomographen für Materialprüfungen ein.

## Gegenwart

### Produktion und Montage
Die Rahmen und Gabeln werden von Canyon entworfen und in Asien produziert. Wichtiger Zulieferer ist das chinesische Unternehmen Quest Composite Technology, das auch für Trek Rahmen produziert. In Koblenz befinden sich Montage, Qualitätsprüfungen und Tests.
Das Unternehmen bietet Beschäftigten am Koblenzer Standort Periodenfreistellungen an und will laut IG Metall künftig kostenfreie Periodenprodukte bereitstellen. Auszubildende und dual Studierende werden unbefristet übernommen. Die Regelwochenarbeitszeit soll bis 2028 auf 37,5 Stunden sinken.

### Geschäftsjahr, Umsatz und Märkte
| Geschäftsjahr | Umsatz (in Mio. €) | Umsatzwachstum (in %) | Mitarbeiter | Mitarbeiterwachstum (in %) |
| ------------- | ------------------ | --------------------- | ----------- | -------------------------- |
| 2013/14       | 118,8              |                       | 400         |                            |
| 2014/15       | 159,5              | 34,2                  | 500         | 25                         |
| 2015/16       | 186,8              | 16,9                  | 700         | 40                         |
| 2016/17       | 226,6              | 21,4                  | 701         | 0,1                        |
| 2017/18       | 233,3              | 3                     | 714         | 1,8                        |
| 2018/19       | 269,2              | 15,3                  | 804         | 12                         |
| 2019/20       | 360,1              | 17,4                  |             |                            |
| 2020/21       | 416                | 14,4                  |             |                            |
| 2021/22       | 646                | 55,2                  |             |                            |

Canyon liefert in mehr als 100 Länder. Rund zwei Drittel der Erlöse stammen von außerhalb Deutschlands.

## Sport-Sponsoring

### Straße
Canyons Engagement im professionellen Straßen-Radsport begann 2007 im Herren-Radsport mit dem Sponsoring des Teams Unibet.com. Von 2009 bis 2011 stattete Canyon das UCI ProTeam Silence Lotto aus. 2009 wurde ein Fahrer dieses Team, der Australier Cadel Evans, Straßen-Weltmeister. Philippe Gilbert gewann 2009 und 2010 die Lombardei-Rundfahrt.
Von 2012 bis 2019 war Canyon Sponsor und Ausrüster des Teams Katusha (später Team Katusha Alpecin). In diesem Zeitraum waren Joaquim Rodríguez (2012 und 2013 Sieger Gesamtwertung der UCI WorldTour) und Alex Dowsett (2015: Stundenweltrekord) erfolgreich.
Das Movistar Team fährt seit 2014 ebenfalls auf Rädern des Unternehmens. Seitdem errang es drei Mal in Folge die Mannschaftswertung der UCI WorldTour (2014–2016). In der Einzelwertung gelang das 2014 und 2015 Alejandro Valverde. 2018 wurde er zudem Straßen-Weltmeister. Beim Giro d’Italia holten Nairo Quintana und Richard Carapaz mit Canyon-Material 2014 und 2019 den Gesamtsieg.
Mathieu van der Poel (Alpecin-Fenix) fuhr 2019 beim Amstel Gold Race zum Sieg. 2023 wurde er Straßen-Weltmeister.
Im Frauenradsport sponsert Canyon neben dem Movistar Team Women, seit 2016 das Team Canyon SRAM Racing. Den bislang größten Mannschaftserfolg feierte das Canyon SRAM Racing Team 2018 mit dem Gewinn der Weltmeisterschaft im Mannschaftszeitfahren in Innsbruck, den größten Einzelerfolg mit dem Gewinn der Tour de France Femmes 2024 durch Katarzyna Niewiadoma.

### Cyclocross
Pauline Ferrand-Prévot gewann als Mitglied von Canyon SRAM Racing die Französische Meisterschaft im Cyclocross 2018. Im Januar desselben Jahres begann Canyon mit dem Sponsoring des Teams Corendon-Circus (ab 2020: Team Alpecin-Fenix). Mathieu van der Poel war als Teammitglied sehr erfolgreich: Er wurde Niederländischer Meister 2019 und 2020, Europameister 2018, 2019 und 2020 und Cyclocross-Weltmeister 2019, 2020, 2021, 2023 und 2024. Darüber hinaus gewann er die Gesamtwertung des Superprestige-Cups drei Jahre in Folge von 2018 bis 2020. Mit dem Cyclocross-Weltmeister-Titel von Ceylin del Carmen Alvarado (2020) war Alpecin-Fenix auch bei den Frauen erfolgreich.

### Triathlon
Rad-Sport-Arnold nahm den Triathleten Jürgen Zäck im Jahr 1985 unter Vertrag. 1992 und 1993 stellte er auf dem Rad Streckenrekorde beim Ironman Hawaii auf. Imogen Simmonds, die Räder von Canyon nutzt, wird von ihm trainiert. Weitere deutsche Athleten mit Canyon-Rädern waren beziehungsweise sind beispielsweise Boris Stein, Nils Frommhold oder Markus Fachbach, ferner die Ironman-Weltmeister der Jahre 2015 bis 2019, Jan Frodeno und Patrick Lange. International steht auch Lionel Sanders unter Vertrag. Bei den Frauen sind beziehungsweise waren es beispielsweise Sarah Crowley, Laura Philipp und Daniela Bleymehl.

### Mountainbike
Im Mountainbike-Rennsport ist Canyon in den Bereichen Downhill, Enduro, Slopestyle und Freeride sowie im olympischen Cross Country (XCO) und Marathon (XCM) aktiv. Lado Fumić und sein Bruder Manuel Fumic zählten zu Canyon-Fahrern.
Roman Arnold und Franc Arnold standen lange Jahre hinter dem Topeak Ergon Racing Team, das Anfang 2018 in Canyon Topeak Factory Racing umbenannt und zum Jahresende 2018 aufgegeben wurde. Die Equipe, zu der unter anderem Alban Lakata, Robert Mennen, Kristián Hynek und Irina Kalentjewa zählten, fuhr eine Vielzahl von Siegen ein, unter anderem eine Olympiamedaille und mehrere Europa- und Weltmeisterschaften.
Mit Fabien Barel zählt ein ehemaliger bekannter Downhill-Profi zu den von Canyon gesponserten Athleten. Der Franzose holte 2004 und 2005 WM-Gold und ist für Canyon seit Ende seiner aktiven Karriere Mentor des „CLLCTV“. Unter dieser Buchstabenkombination führte Canyon 2020 seine ehemaligen Teams aus den Bereichen Freeride und Enduro zusammen.
Bei der olympischen Mountainbike-Disziplin Cross Country gehen Mathieu van der Poel und Pauline Ferrand-Prévot an den Start.
Seit 2020 gibt es ein Sponsoring des österreichischen Mountainbike-Stars und Influencers Fabio Wibmer. Im Rahmen dieser Partnerschaft bietet Canyon auch limitierte Sondereditionen einiger Modelle mit Wibmers Namen an.
Seit 2021 fährt Emily Batty für Canyon.

### Gravel
2024 wurde Mathieu van der Poel auf einem besonderen Canyon „Grail“ Gravel-Weltmeister.

## Auszeichnungen
Für seine Innovationen erhielt das Unternehmen 2004 als Landessieger den Rheinland-Pfälzischen Unternehmerpreis Innovativer Mittelstand der Volksbanken und Raiffeisenbanken. Im Folgejahr erhielt es den Sonderpreis in der Kategorie Kooperation Wissenschaft/Wirtschaft im Rahmen des Innovationspreises des Rheinland-Pfälzischen Wirtschaftsministeriums. 2015 wurde Roman Arnold als Gründer und langjähriger Leiter des Unternehmens als NEO Personality of the year ausgezeichnet, ferner als Entrepreneur des Jahres. Eine Vielzahl von Canyon-Rädern wurde zudem mit Designpreisen prämiert, unter anderem mehrfach mit dem iF Industrie Forum Design, mit dem Red Dot Design Award und mit dem Designpreis der Bundesrepublik Deutschland. 2017 erhielt das Designerteam von Canyon die Auszeichnung Red Dot Design Team of the Year. Im Jahr 2023 erhielt das Unternehmen zum dritten Mal in Folge den renommierten Top Employer Award in Deutschland.